# Orquesta Chineke!
Chineke! es el nombre de una orquesta británica, la primera orquesta profesional en Europa de música clásica conformada solo por músicos pertenecientes a minorías étnicas en ese continente. La orquesta fue fundada por la contrabajista Chi-chi Nwanoku tocando su primer concierto en 2015 en el Queen Elizabeth Hall de Londres. 

## Antecedentes
Nwanoku, la fundadora de la orquesta, acuñó su nombre de la palabra "Chi'" en el lengua igbo, que se refiere "al  dios de la creación de todas las cosas buenas", o "al espíritu de la creación". Se inspiró en el uso del término en la novela Things Fall Apart de  Chinua Achebe.
Nwanoku ha reconocido que la inspiración para fundar la orquesta provino de una conversación con Ed Vaizey, entonces el ministro de Reino Unido de Cultura, quién le hizo notar que era una de las muy pocas músicas de raza negra formando parte de una orquesta de música clásica.  También se inspiró al asistir a un concierto del Kinshasa Sinfonía, de la República Democrática de Congo, donde toda la orquesta estaba integrada por negros tocando ante un público en su totalidad de blancos. La fundación Chineke! se estableció en 2015, y paralelamente se formó la orquesta con la intención de fomentar la participación exclusiva de músicos pertenecientes a minorías étnicas en el Reino Unido y el resto de Europa. El conjunto musical debutó en el Queen Elizabeth Hall del  Southbank Centre,  en Londres en septiembre de 2015, siendo dirigido en esa ocasión por Wayne Marshall, y presentando obras de compositores británicos Negros, como Samuel Coleridge-la balada de Taylor para Orquesta y Elegy: En memoriam - Stephen Lawrence de Philip Herbert.  La orquesta fue originalmente integrada solo por músicos de etnias minoritarias pero después ha incluido entre sus miembros a músicos blancos.  Chineke! se transformó en una orquesta residente en el Southbank Centre en 2016. Más tarde la orquesta debutó en El Proms en agosto de 2017, siendo conducida por Kevin John Edusei.
La promotora principal de la orquesta es la Baronesa Patricia Escocia QC.  La orquesta ha actuado en varias localidades del Reino Unido, y opera sin un director principal. 
La orquesta hizo su primer registro comercial para la marca Signum, conducida por Edusei.